# Hemilamprops roseus
Hemilamprops roseus is een zeekommasoort uit de familie van de Lampropidae. De wetenschappelijke naam van de soort is voor het eerst geldig gepubliceerd in 1863 door Norman.